# Tour de Moselle
Pour les articles homonymes, voir Moselle.
Le Tour de Moselle est une course cycliste disputée tous les ans au mois de septembre dans le département de la Moselle. Créée en 1986, elle est organisée par le Cyclo Sport Thionvillois.
La course fait partie du calendrier national de la Fédération française de cyclisme.
La course comporte 4 étapes qui se déroulent en 3 jours. Traditionnellement, la course a lieu au milieu du mois de septembre.

## Déroulement de l'épreuve

### Étape 1
Traditionnellement, cette étape est organisée un vendredi dans la Communauté de Communes de Cattenom et Environs. L'étape traverse toutes les communes de cette communauté d'agglomérations. Le parcours est en général vallonné.

### Étape 2
Cette étape est organisée le samedi matin et traverse toutes les communes de Portes de France Thionville. La distance est autour de 80 km.

### Étape 3
L'étape se déroule le samedi après-midi. L'arrivée a lieu sur le territoire du Val de Fensch.

### Étape 4
C'est la dernière étape, qui a lieu le dimanche. Le départ est donné dans un lieu historique mosellan, comme Vic-sur-Seille en 2022 ou le Musée du Sel de Marsal en 2023. L'arrivée au lieu Avenue Foch à Thionville.

## Classements et maillots distinctifs[4]

### Classement général - Maillot Blanc
Ce maillot est le plus convoité par les participants. Il récompense le leader du classement général, c’est-à-dire le coureur qui a le meilleur temps sur toutes les étapes additionnées. En cas d’égalité de temps entre plusieurs coureurs, ceux-ci sont départagés en additionnant leurs classements sur les étapes et c’est celui qui a le plus petit résultat qui sera le mieux classé.
Ce classement est parrainé par le Département de la Moselle.

### Classement points chauds – Maillot vert
Sur le parcours, plusieurs « points chauds » (ou parfois appelés sprints intermédiaires) sont installés. Ils permettent aux trois premiers coureurs franchissant la ligne définie d’empocher des points. C’est le participant qui possède le plus de points à ce classement qui a le droit de porter le maillot vert durant l’étape suivante. La plupart du temps, ce maillot revient à un coureur présent dans des échappées.
Ce classement est parrainé par la Région Grand Est.

### Classement individuel de la montagne – Maillot blanc à pois rouges
Le classement général de la montagne s’obtient par l’addition des points attribués au sommet des cols ou côtes répertoriés sur le parcours. Ce maillot incite donc les coureurs à se montrer offensifs. C’est le participant qui possède le plus de points à ce classement qui a le droit de porter le maillot à pois durant l’étape suivante.
Ce classement est parrainé par la Communauté de Communes de Cattenom et Environs (CCCE).

### Classement du meilleur jeune – Maillot bleu
Ce maillot récompense le coureur âgé entre 19 et 22 ans le mieux placé au classement général (du maillot blanc).
Ce classement est parrainé par l’Office Municipal des Sports de Thionville.

### Classement du meilleur Grand Est – Maillot orange
Ce maillot récompense le coureur le mieux placé au classement général (du maillot blanc) qui court pour une équipe appartenant aux régions d’Alsace, Bourgogne, Champagne, Franche Comté et Lorraine.
Ce classement est parrainé par Crédit Mutuel.

### Maillot du plus combatif – Maillot jaune
Le prix de la combativité récompense le coureur le plus généreux dans l’effort et manifestant le meilleur esprit sportif. Ce prix, établi dans les étapes en ligne, est décerné par un jury présidé par le directeur de l’organisation. Le combatif de l’étape porte dans l’étape suivante un maillot distinctif.
Un super combatif est désigné par les membres du jury à la fin du Tour de Moselle et reçoit un trophée.
Ce classement est parrainé par France pare-brise.

### Classement par équipes
Le classement par équipes du jour s’établit par l’addition des trois meilleurs temps individuels de chaque équipe.

## Palmarès
| Année | Vainqueur                    | Deuxième              | Troisième            |
| ----- | ---------------------------- | --------------------- | -------------------- |
| 1986  | Pascal Lance                 | Tanguy Boulch         | Pascal Lino          |
| 1987  | Zbigniew Krasniak            | Yves Hupel            | Lars Stobberup       |
| 1988  | Gilles Delion                | Pascal Andorra        | Jean-Michel Lance    |
| 1989  | Marcel Kaikinger             |                       |                      |
| 1990  | Gaëtan Leray                 | Mieczysław Poręba     | Richard Szostak      |
| 1991  | Thomas Davy                  | Christof Upahl        | Mieczysław Poręba    |
| 1992  | Wolfgang Lohr                | Bertrand Carabin      | Jean-Luc Woog        |
| 1993  | Martial Locatelli            | Philippe Mauduit      | Miika Hietanen       |
| 1994  | David Dumont                 | Jean-Michel Lance     | Jean-Yves Duzellier  |
| 1995  | Andreas Walzer               | Jérôme Simon          | Grégoire Balland     |
| 1996  | Grégoire Balland             | Stéphane Houillan     | Jean-Michel Lance    |
| 1997  | Martial Locatelli            | Denis Leproux         | Philippe Fernandes   |
| 1998  | Thierry Loder                | Danny In 't Ven       | Stéphane Krafft      |
| 1999  | Jørgen Bo Petersen           | Danny Pate            | Jan Erik Østergaard  |
| 2000  | Cédric Loué                  | Carlo Ménéghetti      | Frédéric Lecrosnier  |
| 2001  | Alexandr Kozlov              | Stéphan Ravaleu       | Frédéric Delalande   |
| 2002  | Marc Thevenin                | Stéphane Pétilleau    | Alexandr Kozlov      |
| 2003  | Jérôme Bouchet               | Heath Blackgrove      | Shawn Milne          |
| 2004  | Kieran Page                  | Florian Morizot       | Matthew Crane        |
| 2005  | Martin Mortensen             | Nicolas Rousseau      | Jonathan Mouchel     |
| 2006  | Paul Brousse                 | Frederiek Nolf        | Médéric Clain        |
| 2007  | Julien Antomarchi            | Mateusz Taciak        | Anthony Roux         |
| 2008  | Morgan Kneisky               | Logan Hutchings       | Laurent Didier       |
| 2009  | Yannick Marié                | Tom-Jelte Slagter     | Sander Armée         |
| 2010  | Bart De Clercq               | Toms Skujiņš          | Arnaud Démare        |
| 2011  | Émilien Viennet              | Eliot Lietaer         | Jenning Huizenga     |
| 2012  | Jarno Gmelich                | Thomas Rostollan      | Stijn Steels         |
| 2013  | Tiesj Benoot                 | Julian Alaphilippe    | Victor Campenaerts   |
| 2014  | Dimitri Claeys               | Nico Denz             | Benjamin Declercq    |
| 2015  | Aimé De Gendt                | Laurens De Plus       | Dries Van Gestel     |
| 2016  | Romain Seigle                | Ivan Centrone         | Jérémy Cabot         |
| 2017  | Louis Louvet                 | Emiel Planckaert      | Kevin Geniets        |
| 2018  | Geoffrey Bouchard            | Thimo Willems         | Romain Bacon         |
| 2019  | Florian Vermeersch           | Julian Mertens        | Adrià Moreno         |
| 2020  | annulé                       | annulé                | annulé               |
| 2021  | Valentin Paret-Peintre       | Vincent Van Hemelen   | Sander Andersen (da) |
| 2022  | Jordan Labrosse              | Thibaud Saint Guilhem | Ilan Larmet          |
| 2023  | Henri-François Renard-Haquin | Clément Braz Afonso   | Eliot Pauchard       |
| 2024  | Nicolas Silliau              | Matthew Fox           | Thomas Morichon      |